# Czudel
Czudel (ukr. Чудель) – wieś na Ukrainie, w obwodzie rówieńskim, w rejonie sarneńskim, w hromadzie Wyry. W 2001 liczyła 2811 mieszkańców, wśród których 2783 wskazało jako ojczysty język ukraiński, 20 rosyjski, 3 mołdawski, 1 rumuński, 2 białoruski, a 2 inny.
W okresie międzywojennym wieś znajdowała się w granicach II RP, wchodząc w skład gminy Klesów w powiecie sarneńskim, w województwie wołyńskim.